# خوسيه أنطونيو ديلغادو
خوسيه أنطونيو ديلغادو (بالإسبانية: José Antonio Delgado Sucre) هو متسلق جبال فنزويلي، ولد في 13 مايو 1965 في كاراكاس في فنزويلا، وتوفي في 22 يوليو 2006 في نانكا بربت في باكستان.